# Telkom PGA Pro-Am
Het Telkom PGA Pro-Am is een golftoernooi in Zuid-Afrika en maakt deel uit van de Sunshine Tour. Het toernooi werd in 2006 opgericht en wordt jaarlijks gespeeld op de golfbaan van de Centurion Country Club, in Centurion.

## Winnaars
| Jaar | Naam            | Score         | Score         | Info          |
| ---- | --------------- | ------------- | ------------- | ------------- |
| 2006 | Doug McGuigan   | 205           | –11           |               |
| 2007 | Michiel Bothma  | 204           | –12           |               |
| 2008 | Merrick Bremner | 200           | –16           |               |
| 2009 | Jaco Van Zyl    | 204           | –12           |               |
| 2010 | Jaco Van Zyl    | 201           | –15           |               |
| 2011 | Jaco Van Zyl    | 197           | –19           |               |
| 2012 | Geen toernooi   | Geen toernooi | Geen toernooi | Geen toernooi |
| 2013 | Oliver Bekker   | 196           | –20           |               |

| Toernooirecord |

## Trivia
- In 2013 vond het toernooi plaats in de maand januari